# 小行星6446
小行星6446（英語：6446 Lomberg）是一颗围绕太阳公转的小行星。1990年8月18日，埃莉諾·赫琳在帕洛马山发现了此天体。
这颗小行星的绝对星等为253.3604406740961等。